# Dennis Weit
Dennis Weit  (* 27. August 1997 in Erlenbach) ist ein deutscher Handballspieler auf der Position Rückraumlinks. Er spielte mehrere Spielzeiten in der 2. Bundesliga.

## Karriere
Weit spielt Handball seit seiner Kindheit. Er begann das Handballspielen bei TUSPO Obernburg und schloss sich anschließend RW Babenhausen an. Er spielte in der Saison 2014/15 und 2015/16 in der TVG Junioren Akademie des TV Großwallstadt. In dieser Zeit bestritt er auch sein Debüt für die TVG in der 2. Bundesliga. Zur Saison 2016/17 wechselte er zum TV Kirchzell.
Weit spielte ab 2017 bei der Eintracht Hildesheim in der 2. Bundesliga. Ab Februar 2018 war Weit bis zum Saisonende 2017/18 per Zweitspielrecht für den Drittligisten Handball Hannover-Burgwedel spielberechtigt. Im November 2018 wurde der Vertrag mit Eintracht Hildesheim aufgelöst. Im Anschluss wechselte er zur SG Bruchköbel. In der Saison 2019/20 lief Weit für den Drittligisten TV Gelnhausen und belegte Platz 3 der Torschützenliste der 3. Liga Staffel Mitte. Im Sommer 2020 kehrte er zum TV Großwallstadt zurück. Zur Saison 2022/23 wechselte er zum TV Groß-Umstadt.